# Камень-Малий (Вармінсько-Мазурське воєводство)
Камень-Малий (пол. Kamień Mały, нім. Stein B) — село в Польщі, у гміні Ілава Ілавського повіту Вармінсько-Мазурського воєводства.
Населення — 69 осіб (2011).
У 1975-1998 роках село належало до Ольштинського воєводства.

## Демографія
Демографічна структура станом на 31 березня 2011 року:
|          | Загалом | Допрацездатний вік | Працездатний вік | Постпрацездатний вік |
| -------- | ------- | ------------------ | ---------------- | -------------------- |
| Чоловіки | 36      | 10                 | 24               | 2                    |
| Жінки    | 33      | 5                  | 21               | 7                    |
| Разом    | 69      | 15                 | 45               | 9                    |